# Albert Cambriels
Albert Cambriels [ejtsd: kambriel] (Lagrasse (Aude), 1816. augusztus 11. – Párizs, 1891. december 22.) francia tábornok.

## Élete
A saint-cyri katonai iskola elvégeztével 1836-ban gyalogsági altiszt lett. 1847-ben századossá, 1853-ban őrnaggyá, az 1859-es szárd–francia–osztrák háború alatt ezredessé, 1863-ban dandárparancsnokká léptették elő.
Az 1870-ben, a porosz–francia háborúban a Châlons-sur-Marne-ban újonnan alakított 12. hadtest egyik dandárát vezérelte, és a sedani ütközetben fejsérülést szenvedett, és fogságba esett. A fogságból Tours-ba szökött, ahol felajánlotta szolgálatait Léon Gambettának. Ő a keleti hadsereg parancsnokságát bízta reá, de ezt nem vállalta el, részben a szerencsétlen ütközet, részben a hadseregen belüli viszályok, részben pedig sebe miatt. 1871. január elején a Vierzonban hátrahagyott 19. hadtest élére állították, hogy Charles Denis Bourbaki hadosztályát fedezze, de fejsebe következtében január 27-én kénytelen volt a tényleges szolgálatból kilépni.
1873-ban a 10. hadtest parancsnokává nevezték ki Rennes-be, 1869-ben Besançonba helyezték át.